# Арбузово (станция)
Арбузо́во — узловая железнодорожная станция V класса на линии Льгов-Киевский — Брянск-Орловский и на линии Арбузово — Орёл. Расположена в посёлке Арбузово Конышёвского района Курской области.

## Движение поездов
Через станцию следует пассажирский поезд № 141/142 Москва — Курск.
Пригородное сообщение со Льговом 3 пары дизель-поездов в день: Льгов — Комаричи и Льгов — Орёл.